# Bad Colberg-Heldburg
Bad Colberg-Heldburg város Németországban, azon belül Türingiában. Lakosainak száma 2045 fő (2017. december 31.).

## A város részei
- Bad Colberg
- Einöd
- Gellershausen
- Heldburg (a város székhelye)
- Holzhausen
- Lindenau
- Völkershausen

## Népesség
A település népességének változása:
| Lakosok száma | 2450 | 2390 | 2082 | 2071 | 2066 | 2045 |
|               | 1994 | 2000 | 2010 | 2014 | 2015 | 2017 |